# Мордехай Намір
Мордехай Намір (івр. ‏מרדכי נמיר; при народженні — Мордехай Немирівський; 23 лютого 1897, Немирів, Брацлавський повіт, Подільська губернія, Російська імперія — 22 лютого 1975, Ізраїль) — ізраїльський політик, депутат кнесету 2-6 скликань, міністр праці в сьомому і восьмому урядах Ізраїлю, чоловік депутата кнесету і міністра екології, праці і добробуту Ори Намір.

## Біографічні відомості
Народився у Немирові (нині — Вінницька область). Навчався в хедері. Вивчав економіку та юриспруденцію в Одеському університеті. Також закінчив музичну консерваторію.
У 1924 році емігрував на територію підмандатної Палестини, працював простим робітником. У 1925 році влаштувався працювати в газету Давар.
У 1935 році Намір обраний до міської ради Тель-Авіва, з 1936 року до 1943 року був членом робочої ради Тель-Авіва.
Мордехай Намір активно брав участь в діяльності Хагани, будучи з 1933 року членом командування організації в Тель-Авіві, а в 1946 році увійшов до складу центрального штабу Хагани.
Незабаром після створення Держави Ізраїль Мордехай Намір направлений в країни Східної Європи з дипломатичною місією, а з 1949 року по 1950 рік був представником Ізраїлю в Радянському Союзі.
У 1951 році Мордехай Намір вперше обраний у Кнесет 2-го скликання, а потім він переобирався в кнесет третього, четвертого, п'ятого і шостого скликань. Протягом декількох каденцій займав пост в комісії із закордонних справ та безпекової політики.
19 червня 1956 року Намір вперше увійшов в уряд Ізраїлю, змінивши Голду Меїр на посаді міністра праці Ізраїлю.
З 1951 по 1955 рік очолював Гістадрут. З 1960 до 1969 року Намір був мером Тель-Авіва.
Помер 22 лютого 1975 року.